# Hajnáčka
Hajnáčka este o comună slovacă, aflată în districtul Rimavská Sobota din regiunea Banská Bystrica, pe malul râului Gortva⁠(d). Localitatea se află la altitudinea de 224 m deasupra n.m., se întinde pe o suprafață de 25,67 km2 și în 2017 număra 1.170 de locuitori. Se învecinează cu Gemerský Jablonec, Gemerské Dechtáre, Hodejovec, Blhovce, Šurice și Stará Bašta.

## Istoric
Localitatea Hajnáčka este atestată documentar din 1425.

## Demografie
| An:                | 1994 | 2004   | 2014   | 2024   |
| ------------------ | ---- | ------ | ------ | ------ |
| Număr de persoane: | 1183 | 1197   | 1174   | 1168   |
| Diferență:         |      | +1,18% | −1,92% | −0,51% |

| An:                | 2023 | 2024   |
| ------------------ | ---- | ------ |
| Număr de persoane: | 1165 | 1168   |
| Diferență:         |      | +0,25% |